# 加藤ひろたか
加藤 ひろたか（かとう　ひろたか、1991年1月11日 - ）は、日本の俳優。静岡県出身。フリーランス。2016年より劇団「柿喰う客」所属。

## 出演

### 舞台
- 劇団銀石『復讐回帰』（作・演出：佐野木雄太）（2010年3月30日 - 4月4日、シアターグリーンBASE THEATER）[2][3]
- 劇団銀石『Nazca-ナスカ-』（作・演出：佐野木雄太）（2011年8月18日 - 21日、吉祥寺シアター）[2][4]
- 日本の問題《学生版》劇団けったマシーン『喫茶しののめ』（作：白井洋平、演出：鳥越永士郎）（2011年12月21日 - 25日、渋谷ギャラリー・ルデコ）[2][5]
- 演劇集団声を出すと気持ちいいの会『富士幻談』（作・演出：山本タカ）(2012年6月16日 - 19日、Space雑遊）[2][6]
- SCARET LABEL『4Q』（作：葛木英、演出：山本タカ）（2013年1月4日 - 7日、シアター711）[2][7]
- シアター・ナノグラム『八月のモキュメンタリー』（作・演出 鈴木実）（2013年4月18日 - 21日、恵比寿エコー劇場[2][8]
- 劇団鋼鉄村松『けつあごのゴメス』 （作：ボス村松、演出：山本タカ）（2013年5月22日 - 26日、中野ザ・ポケット）[2][9]
- 演劇集団声を出すと気持ちいいの会『女郎蜘蛛』（作・演出：山本タカ）（2013年07月18日 - 22日、Space雑遊）[2][10]
- 演劇集団声を出すと気持ちいいの会『富士の破れる日』（作・演出：山本タカ）（2013年11月30日 - 12月3日、武蔵野芸能劇場）[2][11]
- 劇団鋼鉄村松 ガチゲキ2参加作品『家族がやたら恋愛に理解のあるロミオとジュリエット』（作・演出：バブルムラマツ）（2014年4月9日 - 20日、王子小劇場）[2][12]
- 劇団鋼鉄村松『ロケット・マン』（作・演出：バブルムラマツ）（2014年11月6日 - 9日、テアトルBONBON）[2][13]
- 劇団だるめしあん『あの子の飴玉』（作・演出：坂本鈴）（2015年4月15日- 19日、王子小劇場）[2][14]
- 劇団鋼鉄村松『兄弟船エピソード1・2・3』（作・演出：ボス村松）（2015年6月9日 - 14日、新宿シアター・ミラクル）[2][15]
- コロブチカ 鬼FES.2015参加作品『アーロン～許されざる者～』（作・演出：山本タカ）（2015年7月20日、シアター風姿花伝）[2][16]
- 劇団鋼鉄村松 黄金のコメディフェスティバル2015参加作品『滅亡のコメディア』（作・演出：バブルムラマツ）（2015年8月20日 - 30日、シアター風姿花伝）[2][17]
- 『「ホテル・ミラクル3」― 三度目は、ココロもカラダも正直に』（脚本：古川貴義、構成・演出：池田智哉）（2016年3月4日 - 13日、新宿シアター・ミラクル）[2][18]
- 柿喰う客 フェスティバル2016「フランダースの負け犬」（2016年6月15日 - 25日、王子小劇場） - ベーム役[19]
- 柿喰う客「虚仮威」（2016年12月2日 - 4日、三重県文化会館小ホール / 12月17日・18日、エル・パーク仙台 / 12月28日 - 2017年1月9日、本多劇場 / 1月19日 - 22日、ナレッジシアター）[20]
- キティエンターテインメント×東映 Presents シャトナー of ワンダー＃5『破壊ランナー』（脚本・演出：西田シャトナー）@六本木ブルーシアター[2]
- Zu々プロデュース  森奈津子芸術劇場  第一幕～パトス編～『哀愁主人、情熱奴隷／いなくなった猫の話』（脚本・演出：古川貴義）@紀伊國屋ホール[2]
- 江古田のガールズ『地獄』（脚本・演出：山崎洋平）@下北沢小劇場「楽園」[2]
- 制作「山口ちはる」プロデュース『春、さようならは言わない』（脚本・演出：山崎洋平）@小劇場B1[2]
- くちびるの会『くちびるの展会』（作・演出：山本タカ）＠新宿眼科画廊スペース地下[2]
- 舞台『文豪ストレイドッグス 黒の時代』（演出：中屋敷法仁）＠サンシャイン劇場 他[2]
- 舞台『半神』（作：萩尾望都・野田秀樹、演出：中屋敷法仁）＠天王洲銀河劇場 他[2]
- 舞台『黒子のバスケ』IGNITE-ZONE（演出：中屋敷法仁）＠サンシャイン劇場 他[2]
- TAAC『だから、せめてもの、愛。』（脚本・演出：タカイアキフミ）@下北沢「劇」小劇場[2]
- 神保町花月×乱歩シリーズ第3弾『贋作　陰獣』（脚本・演出：白坂英晃）@神保町花月[2]
- 朗読劇『朝彦と夜彦1987』（作：菅野彰、演出：中屋敷法仁）@シダックスカルチャーホールA[2]
- くちびるの会『疾風のメ』（脚本・演出：山本タカ）@吉祥寺シアター[2]
- filamentzプロデュース『息を止めるピノキオ』（脚本・演出：佐野木雄太）@新宿シアター・ミラクル[2]
- filamentzプロデュース『Magnum Opus』（脚本・演出：佐野木雄太）@新宿シアター・ミラクル[2]
- 『特別捜査密着24時from100シーンの恋+』（原作：ボルテージ、脚本・演出：古川貴義）@R'sアートコート[2]
- 舞台「文豪ストレイドッグス 太宰、中也、十五歳」（2021年10月、よみうり大手町ホールほか） - 広津柳浪 役[21]
- 舞台「キノの旅 -the Beautiful World-」（2022年5月18日 - 22日、シアターサンモール） - 師匠 役[22]
- 舞台「文豪ストレイドッグス STORM BRINGER」（2022年6月 - 7月、日本青年館ホールほか） - 広津柳浪 役[23]
- 柿喰う客 FULL CONTACT「愉快犯」（2024年8月8日 - 18日、シアター711）[24]
- ACMファミリーシアター「リトルセブンの冒険 〜白雪姫去りし後の"こびとたち"の物語〜」（2024年11月16日・17日・23日・24日、水戸芸術館 ACM劇場）[25]
- ノンセクシュアル（2025年2月7日 - 12日、横浜赤レンガ倉庫1号館 3Fホール） - 藤木瑛司 役（Wキャスト）[26]
- 柿喰う客 新作本公演2025「超音波」（2025年9月12日 - 28日〈予定〉、かなっくホールほか）[27]

### 劇団公演
- 『虚仮威』＠本多劇場 他[2]
- 柿喰う客フェスティバル『フランダースの負け犬』＠花まる学習会王子小劇場[2]
- 高校生のための演劇プロジェクト『むかしばなしデスマッチ』＠神奈川[2]
- 柿喰う客フェスティバル2017『流血サーカス』＠赤坂RED/THEATER[2]
- 『むかしばなしデスマッチ』＠静岡ストリートシアターフェス「ストレンジシード」内[2]
- 『美少年』＠Geki地下Liberty、三重県文化会館、新潟市秋葉区文化会館[2]
- 『むかしばなしデスマッチ』 ＠下北沢路上演劇祭内[2]
- 『俺を縛れ！』 ＠本多劇場[2]
- 『御披楽喜』＠本多劇場、出石永楽館（第0回豊岡演劇祭参加）[2]
- 劇団4ドル50セント×柿喰う客コラボ公演『学芸会レーベル』『アセリ教育』＠DDD青山クロスシアター[2]
- こどもと観る演劇プロジェクト2021『ながぐつをはいたねこ』[2]
- 『滅多滅多』（2021年5月21日 - 30日、本多劇場）[28]
- 『恋人としては無理』（2021年12月18日・19日、宮城野区文化センター パトナシアター）[29]
- 『禁猟区』（2022年12月22日 - 30日、本多劇場）[30]

### その他
- MV デジカット『ホシニ☆ネガイヲ』主演 （2013年）[2]